# Tyranny And Mutation
Tyranny And Mutation es el segundo álbum de Blue Öyster Cult, lanzado por Columbia Records en 1973.
El disco está compuesto de temas escritos durante la gira del álbum debut homónimo, editado el año anterior, ahondando en el estilo "heavy metal inteligente" desarrollado en dicho primer trabajo.
Patti Smith, pareja del teclista Allen Lanier en ese entonces, colabora con la banda en este LP por primera vez. La canción "The Red and the Black" es una regrabación de "I'm on the Lamb But I Ain't No Sheep", incluida en el disco anterior.

## Lista de canciones
Lado A "The Black"
1. The Red & the Black (Albert Bouchard, Eric Bloom, Sandy Pearlman)
2. O.D.’d on Life Itself (Eric Bloom, Albert Bouchard, Joe Bouchard, Sandy Pearlman)
3. Hot Rails To Hell (Joe Bouchard)
4. 7 Screaming Diz-Busters (Albert Bouchard, Joe Bouchard, Donald Roeser, Sandy Pearlman)

Lado B "The Red"
1. Baby Ice Dog (Albert Bouchard, Eric Bloom, Patti Smith)
2. Wings Wetted Down (Albert Bouchard, Joe Bouchard)
3. Teen Archer (Donald Roeser, Eric Bloom, Richard Meltzer)
4. Mistress of the Salmon Salt (Quicklime Girl) (Albert Bouchard, Sandy Pearlman)

## Personal
- Buck Dharma (Donald Roeser): guitarra, voz
- Eric Bloom: voz, guitarra, sintetizador
- Joe Bouchard: bajo, teclados, voz en "Hot Rails to Hell"
- Albert Bouchard: batería, voz
- Allen Lanier: teclados, guitarra